# Abudefduf luridus
Abudefduf luridus és una espècie de peix de la família dels pomacèntrids i de l'ordre dels perciformes.

## Morfologia
Els mascles poden assolir els 15 cm de longitud total.

## Distribució geogràfica
Es troba a l'Atlàntic oriental: Madeira, Açores, Canàries, Cap Verd i el Senegal.